# 826
826 (DCCCXXVI) fue un año común comenzado en lunes del calendario juliano, en vigor en aquella fecha.

## Acontecimientos
- En Corinto un sismo deja un saldo de 45.000 muertos.

## Nacimientos
- 29 de noviembre: Guillermo de Septimania, usurpador de Septimania (costa sur de Francia).